# 朝日新聞東京本社ビル
朝日新聞東京本社ビル（あさひしんぶんとうきょうほんしゃビル）は、東京都中央区築地にあるビル。設計と施工は株式会社竹中工務店であり。築地社屋2階コンコースにある「風雲百年」の彫刻は、竹中工務店が朝日新聞創刊100周年の際に寄贈したものである。
東京本社ビルは地下4階、地上16階、塔屋2階建てであり、高さは71mである。建築と設備の総工費は、414.23億円である。

## 概要
築地社屋は、1977年（昭和52年）に着工し、1980年（昭和55年）4月23日に竣工式を行われ、その日の朝日新聞朝刊に新本社についての8ページにも及ぶ特集を掲載した。同じ年の9月23日（秋分の日、新聞休刊日）に、朝日新聞東京本社が有楽町社屋から移転した。しかし、移転翌日の9月24日に、関東地方にマグニチュード6クラスの直下地震が発生し、その翌25日にさらに地震が5回も連続発生した。その地震が水漏れ事故を誘発し、朝日新聞の新聞製作システム（ネルソン・システム）の電源を切る事態まで発展し、夕刊配達を遅らせた。
1980年11月21日、朝日新聞が新社屋の竣工披露パーティを行い、鈴木善幸首相（当時）、松下幸之助など、政財界の重鎮も出席した。1981年5月11日、昭和天皇が新社屋を訪問した。翌年の1982年5月11日、皇太子（現上皇）と浩宮さま（現天皇）も朝日新聞東京本社を見学した。また、ポーランド「連帯」のワレサ議長、イタリアのペルチーニ大統領、ヨルダンのフセイン国王、西ドイツのコール首相など、海外要人の見学も続いた。
ビルには朝日新聞東京本社のほか、朝日新聞出版、朝日メディアラボベンチャーズ株式会社など、朝日新聞社の関連会社も入居している。朝日新聞社はビルの地下部分は新聞の印刷工場を設けており、都心部の新聞社の地下で印刷工場があるのは2025年現在、朝日新聞東京本社のみとなった。
2005年から2017年まで、朝日放送（大阪）の東京支社も入居していた（有楽町時代の1959年から1975年にも朝日新聞東京本社ビルに入居していた）。

## ビル内に入居している店舗
ビルの2階にタリーズコーヒー朝日新聞東京本社ビル店、 レストランアラスカが入居している。また、8階にローソン朝日新聞東京本社店（社員以外は利用不可）が入居している。

## 敷地の入手経緯
元々この土地は国有地で、かつては海上保安庁水路部（現・海洋情報部）の施設が設けられていたが、1973年に朝日新聞社が大蔵省と土地交換と金銭売買により中央区築地の土地を入手した。
1973年1月23日、朝日新聞が東京都杉並区下高井戸に所有していたグラウンド（別名朝日農園。現・塚山公園）と大蔵省管轄の中央区築地5丁目2番25号、面積4645㎡を土地交換し、所有権が移転された。「等価交換」と推定され、購入単価を坪当たり56万円とすると、「朝日農園」の評価額は7億8800万円ということになる。同年2月12日、大蔵省管轄の中央区築地5丁目2番1号、面積１万35㎡を金銭により購入。売買代金は17億271万円（1坪あたり56万円）。一説には「当時朝日新聞社の社長だった広岡知男が、当時日中国交正常化関連で関係の深かった、時の総理大臣・田中角栄に払い下げを依頼した」という。

大蔵省は跡地に公務員住宅を建てる予定だったが、文化財調査の結果縄文時代の環状集落の跡『塚山遺跡』の一部であることが判明し、計画は中止された。1988年（昭和63年）に地元杉並区に無償で貸し付けられ、『塚山公園』が開園した。

## 旧東京朝日新聞社社屋（有楽町社屋）

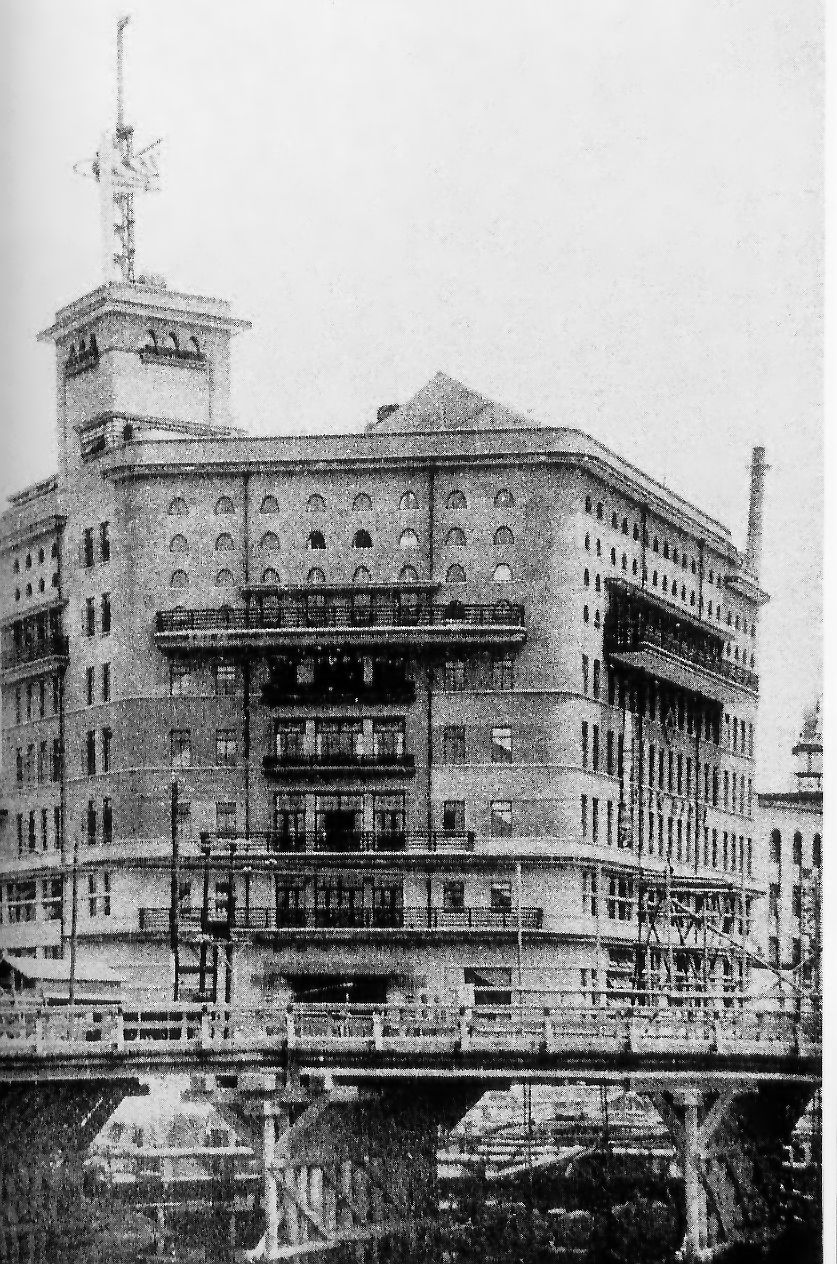
有楽町にあった東京朝日新聞社社屋

朝日新聞社に買収された直後のめさまし新聞発行所は、東京市京橋区元数寄屋町（現在の東京都中央区銀座4丁目、東京銀座第2朝日ビルディングの場所）にあった。1889年に、同じ京橋区の瀧山町（現在の東京都中央区銀座6丁目、東京朝日ビルを経て東京銀座朝日ビルの場所）に移転したが、1923年（大正12年）9月1日の関東大震災で全焼した。
そのため、1927年（昭和2年）3月20日に社屋を有楽町に移転した。社屋の敷地は日華生命保険（第百生命保険を経て現・マニュライフ生命保険）の所有地であり、面積は約3300.5㎡、江戸時代には数寄屋見付跡だった。朝日新聞社にこの敷地を紹介したのは、近隣に本社を構えていた読売新聞社の社長に就任したばかりの正力松太郎だった。敷地の買収費用が100万円、社屋の工費が約250万円だった。有楽町社屋は地下1階、地上7階、塔屋2階の鉄筋コンクリート造りであり、工事は竹中工務店が担当した。
有楽町社屋の設計者は石本喜久治であり、分離派建築である。建築外部の色彩は、1階と2階に「平和」を意味する青色で、3階以上は「希望」を意味する黄色で塗装された。6、7階に大ホールを設置し、1,200人を収容することができる。塔屋1階に鳩舎を設け、200羽の伝書鳩を収容することができた。

朝日新聞東京本社の築地移転に伴い、隣接地にあった日本劇場を運営する東宝、丸の内ピカデリー（旧・邦楽座）を所有していた松竹の2大映画会社と共に再開発を行うことになり有楽町社屋は解体された。1984年に「有楽町マリオン」としてオープンし、東宝と同じ阪急東宝グループの阪急百貨店と、セゾングループの西武百貨店が入居した。旧社屋にあった大ホールは、有楽町朝日ホールに引き継がれる一方で、築地新本社にも浜離宮朝日ホールが設けられた。